# M/S Europalink

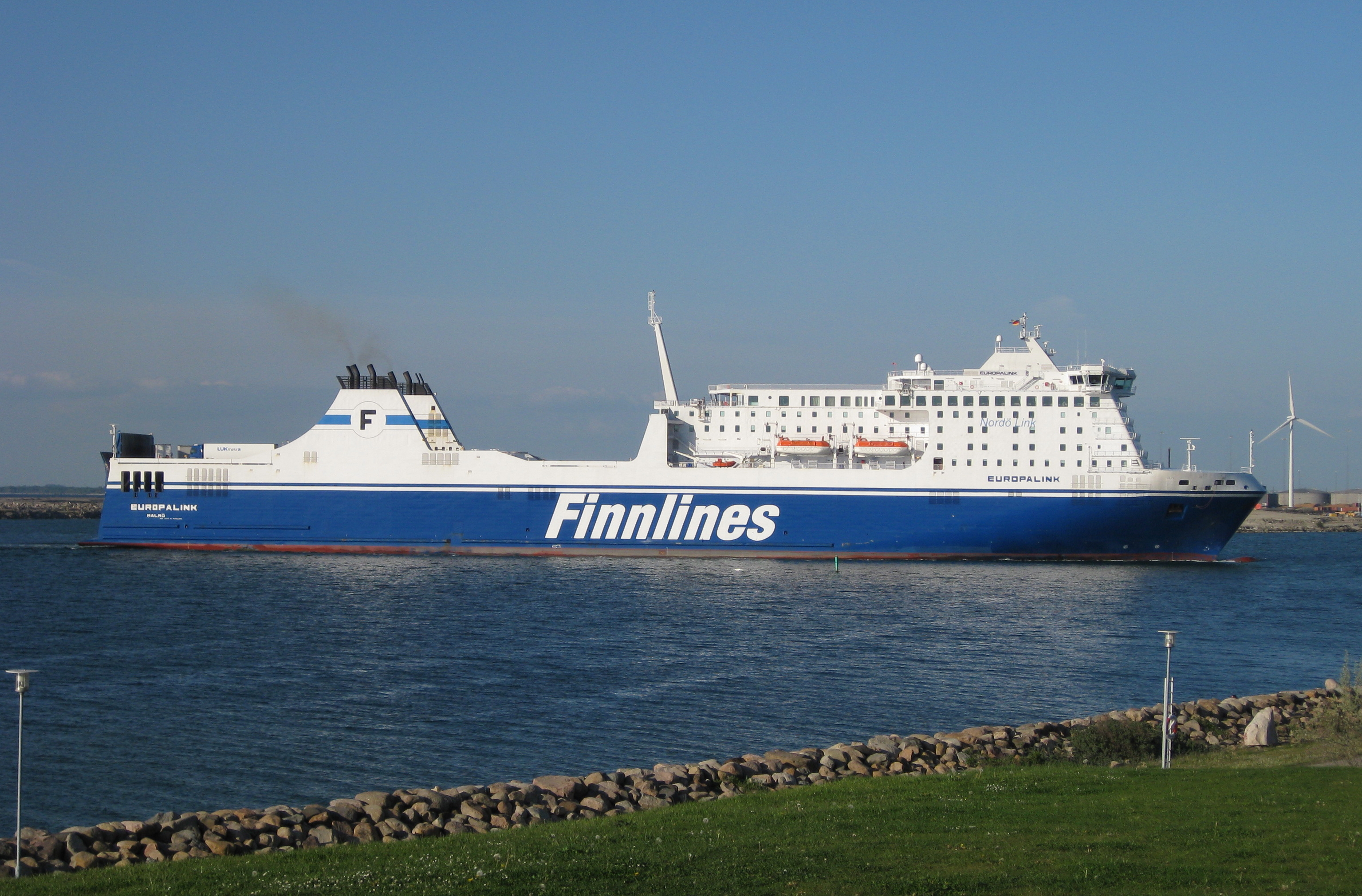
M/S Europalink

M/S Europalink är en ropax-färja som trafikerar för Finnline. Byggd 2007 av Fincantieri Cantieri Navali Italiani S.p.A i Castellammare di Stabia i Italien.

## Fartygsdata
- Byggd: 2007
- Längd: 218 meter
- Bredd: 30 meter
- GT: 46124
- NT: 24006
- DWT: 9184
- Passagerare: 500
- Hytter: 201
- Hyttplatser: 500
- Lastmeter: 4200
- Fart: 25 knop
- IMO nr: 9319454
- Svensk signal: SHFA
- Maskineri: Fyra Wärtsilä 9L46D dieslar (48 000 kW)